# Крістіан Ґілле
Крістіан Ґілле  (нім. Christian Gille, 6 січня 1976) — німецький веслувальник, олімпійський чемпіон.

## Виступи на Олімпіадах
| Олімпіада   | Дисципліна                | Місце |
| ----------- | ------------------------- | ----- |
| Сідней 2000 | каное-двійка, 500 метрів  | 5     |
| Афіни 2004  | каное-двійка, 500 метрів  | 5     |
| Афіни 2004  | каное-двійка, 1000 метрів | 1     |
| Пекін 2008  | каное-двійка, 500 метрів  | 3     |
| Пекін 2008  | каное-двійка, 1000 метрів | 2     |